# Alineamiento de I Stantari
L'alineamientot de I Stantari es un alineamiento megalítico, compuesto por cincuenta y cinco monolitos, entre ellos estatuas-menhires, situado en la meseta de Cauria, comuna de Sartène, en el departamento de Córcega del Sur en Francia.

## Historia
El lugar se menciona ya a finales del siglo XIX, pero las descripciones de la época se centran principalmente en el dolmen cercano de Fontanaccia y las alineaciones cercanas sólo se describen brevemente. Prosper Mérimée, en sus Notes d'un voyage en Corse publicadas en 1840, enumera nueve stantare, cinco de las cuales siguen en pie. Bajo el nombre de alineamiento, Adrien de Mortillet menciona así «siete menhires, que miden de 1,30 m a 3 m de altura, dispuestos en una sola línea recta. Solo 4 permanecen en pie; los otros 3 están tumbados». Ningún autor menciona esculturas en estos menhires hasta julio de 1964, cuando Roger Grosjean identificó la parte posterior de la cabeza de una estatua-menhir en un muro de cerramiento cercano y emprendió una excavación completa del yacimiento. Grosjean descubrió un total de veintidós monolitos, siete estatuas-menhires que denominó Cauria I a VII y quince menhires. Al final de la excavación, las piedras fueron enderezadas in situ. En 2002, se llevó a cabo una nueva campaña de excavaciones en el yacimiento.
El sitio fue clasificado como monumento histórico por decreto de 28 de febrero de 1975  con el alineamiento vecino de Rinaghju.

## Descripción del yacimiento
El yacimiento consta de cincuenta y cinco monolitos, entre ellos veintitrés piedras erguidas («dos estatuas-menhires y veintiún menhires-estelas») dispuestos en tres hileras rectilíneas: dos hileras orientadas de norte a sur en el noreste del yacimiento y una hilera orientada de noreste a suroeste, cuyas piedras se encuentran actualmente en el suelo en el sector suroeste del yacimiento. Se cree que el yacimiento pasó por cinco fases distintas de ocupación..
Una primera fase está atestiguada en el Neolítico medio. Corresponde al descubrimiento de una pequeña cantidad de material arqueológico consistente en herramientas líticas (lascas de sílex, cuarzo y obsidiana), fragmentos de cerámica muy erosionados, bolitas de arcilla cocida y carbón de madera. Durante una segunda fase, atribuida al final del Neolítico o al principio de la Edad del Bronce, se erigió una primera hilera de monolitos, correspondiente a la hilera actual orientada al noreste/suroeste. Las piedras están bien conservadas, pero no contienen figuras ni atributos. En una tercera fase, se colocaron las dos alineaciones norte-sur. La alineación más occidental solo contiene menhires-estelas y estatuas-menhires y no sería tan rectilínea como la restauración actualmente visible, realizada por Grosjean. Las alineaciones se completaron con elementos de tipo terraza o podio, incluida una estructura construida con grandes bloques delante de la alineación principal. El material arqueológico correspondiente incluye una pequeña cantidad de vajilla fina atribuida a la Edad del Bronce final. La datación mediante radiocarbono indica un periodo comprendido entre 1415 y 880 a. C., totalmente compatible con el tipo de armamento representado en las estatuas. Corresponde al apogeo del yacimiento. La cuarta fase corresponde a la destrucción del yacimiento, tanto humana como natural. Se ha encontrado una gran cantidad de carbón vegetal correspondiente a esta fase y se ha datado por radiocarbono en un periodo comprendido entre el 200 y el 50 a. C., correspondiente a la conquista romana. Durante la quinta y última fase, el yacimiento fue abandonado y se retiraron algunas piedras para reutilizarlas en estructuras agrícolas cercanas (cercados).

## Las estatuas-menhires
Aunque han sufrido erosión, las estatuas-menhires Cauria II y IV figuran entre las más decoradas del grupo de estatuas-menhires de Córcega. Su silueta es de estilo fálico. El rostro, esculpido en relieve, es claramente visible en condiciones óptimas de iluminación. La cabeza es abovedada con cúpulas laterales sobre las sienes. Por comparación con las figurillas halladas en Cerdeña, Roger Grosjean ha sugerido que representan un casco en forma de cuenco adornado originalmente con cuernos. Las figuras están representadas con los brazos y las manos. Llevan una espada larga, esculpida en relieve, suspendida de un arnés alrededor del cuello. En la espalda, los omóplatos están representados en relieve y la columna vertebral en relieve..
La estatua-menhir Cauria VIII se conserva en el Museo de Sartène.
Un cubo impregnado de hematites descubierto en el lugar sugiere que las piedras estaban originalmente pintadas con ocre rojo.